# 曹幸穗
曹幸穗（1952年—），男，汉族，祖籍广西桂平，生于广东广州，中国农业科技史专家，曾任民盟中央委员、全国农业展览馆研究部主任、第九、十、十一届全国政协委员。

## 生平
1982年 毕业于广西农学院农学系
1985年 毕业于中国农科院研究生院，获农业史专业硕士学位
1984-1987年 在农业遗产研究室工作
1990年 获南京农业大学农业史专业博士学位
2008年，当选第十一届全国政协委员，代表农业界，分入第三十九组。并担任文史和学习委员会专委。
2020年，任第二届全球重要农业文化遗产专家委员会副主任委员，任期5年。